# 卢卡斯·克拉尔布特
卢卡斯·克拉尔布特（法語：Lucas Claerbout，1992年10月22日—），法國男子羽毛球運動員。

## 簡歷

### 2012年
2012年12月，卢卡斯·克拉尔布特出战愛爾蘭羽毛球國際賽，在男单準决赛以0比2（17-21、18-21）不敌赛会头号种子、爱尔兰名将的斯科特·埃文斯。

### 2013年
2013年5月，卢卡斯·克拉尔布特出战斯洛文尼亞羽毛球國際賽，在男单準决赛以0比2（18-21、11-21）不敌赛会7号种子、队友的卢卡斯·科维。

### 2015年
2015年4月，卢卡斯·克拉尔布特与卢卡斯·科维出战秘魯羽毛球國際賽，在男双决赛以0比2（18-21、11-21）不敌赛会头号种子、波兰强档的亚当·克瓦林纳/普热梅斯瓦夫·瓦查，赢得亚军。同年5月，他与巴斯蒂安·凯尔索迪出战斯洛文尼亞羽毛球國際賽，在男双準决赛以1比2（21-18、17-21、10-21）不敌赛会头号种子、克罗地亚强档的兹沃尼米尔·杜尔金雅克/兹沃尼米尔·霍尔布林。同年7月，他代表法國（CAPEPS）出戰韓國光州市舉行的世界大學生運動會羽毛球比賽。同年8月，他出战保加利亞羽毛球公開賽，在男单决赛以0比2（15-21、20-22）不敌赛会2号种子、爱沙尼亚名将的劳尔·穆斯特，赢得亚军。同年12月，他出战愛爾蘭羽毛球公開賽，在男单决赛以0比2（18-21、20-22）不敌丹麦名将的安德斯·安东森，赢得亚军。

### 2016年 挑戰賽：白夜羽球赛夺冠
2016年1月，卢卡斯·克拉尔布特出战愛沙尼亞羽毛球國際賽，在男单决赛以0比2（17-21、19-21）不敌赛会3号种子、芬兰名将的维莱·朗，赢得亚军。同期1月，他出战瑞典羽毛球大師賽，在男单準决赛以0比2（15-21、18-21）不敌瑞典名将的马蒂亚斯·博里。同年2月，他代表法国参加俄羅斯喀山举办的歐洲男子羽毛球團體錦標賽，助球队赢得男子團體亚军。同年7月，他出战白夜羽毛球賽，在男单决赛以2比0（21-15、21-11）击败了赛会3号种子、队友的卢卡斯·科维，赢得成年组赛事冠军，亦是他首个國際挑戰賽男单冠军。

### 2017年 系列賽：摩洛哥及土耳其羽球赛夺冠
2017年6月，卢卡斯·克拉尔布特出战西班牙羽毛球國際賽，在男单準决赛以0比2（18-21、20-22）不敌西班牙名将的路易斯·恩里克·佩纳尔弗。同年11月，他出战摩洛哥羽毛球國際賽，在男单决赛以2比0（21-14、21-13）击败了丹麦名将的索伦·托夫特，赢得成年组赛事冠军，亦是他首个國際系列賽男单冠军。同年12月，他出战土耳其羽毛球國際賽，在男单决赛以2比0（21-16、21-10）击败了东道主的穆罕默德·阿里·庫爾特，赢得本赛季第二个國際系列賽男单冠军。

### 2018年
2018年1月，卢卡斯·克拉尔布特出战愛沙尼亞羽毛球國際賽，在男单决赛以2比0（21-16、21-6）击败了瑞典名将的雅各布·尼尔逊，赢得国际赛男单冠军。同年2月，他代表法国参加俄羅斯喀山举办的歐洲羽毛球男子團體錦標賽，助球队赢得男子團體季军。同年3月，他出战奧爾良羽毛球大師賽，在男单準决赛以1比2（21-15、17-21、20-22）不敌赛会3号种子、丹麦名将的拉斯穆斯·傑姆克。

## 主要比賽成績
只列出曾進入準決賽的國際賽事成績：
| 年份   | 賽事                       | 公開賽級別 | 項目     | 拍檔              | 成績   |
| ------ | -------------------------- | ---------- | -------- | ----------------- | ------ |
| 2012年 | 愛爾蘭羽毛球國際賽         | 國際系列賽 | 男子單打 | －                | 準決賽 |
| 2013年 | 斯洛文尼亞羽毛球國際賽     | 國際系列賽 | 男子單打 | －                | 準決賽 |
| 2015年 | 秘魯羽毛球國際賽           | 國際挑戰賽 | 男子雙打 | 卢卡斯·科维       | 亞軍   |
| 2015年 | 斯洛文尼亞羽毛球國際賽     | 國際系列賽 | 男子雙打 | 巴斯蒂安·凯尔索迪 | 準決賽 |
| 2015年 | 保加利亞羽毛球公開賽       | 國際系列賽 | 男子單打 | －                | 亞軍   |
| 2015年 | 愛爾蘭羽毛球公開賽         | 國際挑戰賽 | 男子單打 | －                | 亞軍   |
| 2016年 | 愛沙尼亞羽毛球國際賽       | 國際系列賽 | 男子單打 | －                | 亞軍   |
| 2016年 | 瑞典羽毛球大師賽           | 國際挑戰賽 | 男子單打 | －                | 準決賽 |
| 2016年 | 歐洲男子羽毛球團體錦標賽   | 其他       | 男子團體 | －                | 亞軍   |
| 2016年 | 白夜羽毛球賽               | 國際挑戰賽 | 男子單打 | －                | 冠軍   |
| 2017年 | 西班牙羽毛球國際賽         | 國際挑戰賽 | 男子單打 | －                | 準決賽 |
| 2017年 | 摩洛哥羽毛球國際賽         | 國際系列賽 | 男子單打 | －                | 冠軍   |
| 2017年 | 土耳其羽毛球國際賽         | 國際系列賽 | 男子單打 | －                | 冠軍   |
| 2018年 | 愛沙尼亞羽毛球國際賽       | 國際系列賽 | 男子單打 | －                | 冠軍   |
| 2018年 | 歐洲羽毛球男子團體錦標賽   | 其他       | 男子團體 | －                | 季軍   |
| 2018年 | 奧爾良羽毛球大師賽         | 超級100賽  | 男子單打 | －                | 準決賽 |
| 2019年 | 丹麥羽毛球國際賽           | 國際挑戰賽 | 男子單打 | －                | 準決賽 |
| 2020年 | 愛沙尼亞羽毛球國際賽       | 國際系列賽 | 男子單打 | －                | 準決賽 |
| 2020年 | 歐洲羽毛球男女子團體錦標賽 | 其他       | 男子團體 | －                | 季軍   |
| 2022年 | 賽義德·莫迪羽毛球國際賽    | 超級300賽  | 男子單打 | －                | 亞軍   |
| 2023年 | 荷蘭羽毛球國際賽           | 國際系列賽 | 男子單打 | －                | 準決賽 |
| 2023年 | 比利時羽毛球國際賽         | 國際挑戰賽 | 男子單打 | －                | 冠軍   |
| 2024年 | 歐洲羽毛球男女子團體錦標賽 | 其他       | 男子團體 | －                | 亞軍   |

| 2007-2017年 | 首要超級賽 | 超級賽 | 黃金大獎賽 | 大獎賽 | 國際挑戰賽 | 國際系列賽 | 未來系列賽 | 其他 |

| 2018-2026年 | 總決賽 | 超級1000賽 | 超級750賽 | 超級500賽 | 超級300賽 | 超級100賽 | 國際挑戰賽 | 國際系列賽 | 未來系列賽 | 其他 |